# Лісний Хлібичин
Лісни́й Хлі́бичин (пол. Chlebiczyn Leśny, рос. Лесной Хлебычин) — село на заході України. Належить до Отинійської селищної громади Коломийського району Івано-Франківської області.

## Розташування
Розташований за 25 км від районного центру Коломия, за 8 км від залізничної станції Отинія. Через село проходять залізниця і шосе.
Селом протікає річка Голишанка.

## Історія
У писемних джерелах село вперше згадується 1443 року як власність галицького каштеляна І. Колі.
Поблизу Лісного Хлібичина знайдено крем'яну сокиру доби неоліту.
15 лютого 2006 року відкрито Будинок культури в селі Лісний Хлібичин.
2010 році Будинок культури зайняв І місце у Всеукраїнському огляді-конкурсі на кращий заклад культури у сільській місцевості.
15 жовтня 2020 року відкрито Ліснохлібичинський заклад дошкільної освіти (ясла-садок) "Дивосвіт.

## Населення

### Мова
Розподіл населення за рідною мовою за даними перепису 2001 року:
| Мова       | Кількість | Відсоток |
| ---------- | --------- | -------- |
| українська | 2364      | 99.83%   |
| російська  | 3         | 0.13%    |
| білоруська | 1         | 0.04%    |
| Усього     | 2368      | 100%     |

## Народний аматорський ансамбль "Сопілкарі"
У 1983 році молодий завклубом створив у селі єдиний в області ансамбль сопілкарів. Сформував три групи підготовки і основний концертний склад. Почалися гастролі по області, бурхливі овації, призові місця – ансамбль відточував майстерність. У 1994 році гурту присвоєно звання "народного". Своєрідний іспит на зрілість ансамбль склав у Києві в Палаці культури "Україна" в рамках звіту області. Мали найбільшу програму.
Керівником ансамблю по сьогодні залишається П'ятничук Іван Романович.
Стаття про відзначення 35-ліття Народного аматорського ансамблю "Сопілкарі"

## Культурні пам'ятки
1. Пам’ятник Т.Г. Шевченку
2. Братська могила воїнів радянської армії
3. Пам'ятник односельцям, які загинули на фронтах ІІ Світової війни та за встановлення радянської влади

## Церква
Храм Успіння Пресвятої Богородиці. Настоятель митрофорний протоієрей Володимир Липко. 
У серпні 2016 р. громада перейшла з-під юрисдикції УАПЦ в УПЦ КП.
Храм Успіння Пресвятої Богородиці УГКЦ, настоятель о. Андрій Гончаренко.

## Сучасність
У Лісному Хлібичині є ліцей, будинок культури, бібліотека, амбулаторія, та дитячий садок.
- Ліснохлібичинський ліцей Отинійської селищної ради
- Ліснохлібичинський заклад дошкільної освіти (ясла-садок) "Дивосвіт".[4].
- Будинок Культури
- Бібліотека
- Амбулаторія ЗП-СМ с. Лісний Хлібичин
- Храм Успіння Пресвятої Богородиці села Лісний Хлібичин

## Відомі люди
- Геврич Богдан Антонович — священик підпільної УГКЦ.
- Лисенчук Володимир Васильович (1984—2014) — колишній беркутівець, який загинув під час антитерористичної операції на Сході України.
- Григорів Михайло Семенович (1947-2016) — український поет.
- П'ятничук Іван Романович -  керівник народного аматорського ансамблю "Сопілкарі"